# Jordi Cruyff
Jordi Cruyff (officiellt Jordi Cruijff), född 9 februari 1974 i Amsterdam i Nederländerna, är en nederländsk före detta fotbollsspelare och numera fotbollstränare. Han är son till fotbollslegendaren Johan Cruyff. På internationell nivå har han spelat för både Kataloniens och Nederländernas fotbollslandslag.

## Karriär

### De tidiga åren
Jordi Cruyff tillbringade sina yngre år i Katalonien, där hans far Johan Cruijff spelade för FC Barcelona. Han ska ha döpts efter Sant Jordi (Sankt Göran), Kataloniens skyddspatron. Trots att katalanska förbjöds av Franco insisterade hans far på att registrera den katalanska varianten av namnet i stället för den spanska Jorge. Samma år som han föddes tog FC Barcelona sig an den katalanska varianten av klubbnamnet – Futbol Club Barcelona – i stället för Club de Fútbol Barcelona, som de hade varit tvungna att använda sig av i flera decennier, något som tydde på att reglerna vid den tiden till slut hade lättats på.
1981 återvände familjen Cruijff till Nederländerna, och Johann Cruyff introducerade sonen för fotbollen vid tidig ålder och tog honom till AFC Ajax när han var sju år. 1988, när Jordi var fjorton år, återvände hans far till Barcelona, den här gången som manager, och Jordi flyttade således dit igen.

### FC Barcelona
1992 gjorde Jordi Cruyff sin debut för Barcelonas B-lag i Segunda División. Två år senare kom han med i seniorlaget och deras försäsongsturné i Nederländerna, där han bland annat gjorde hat-trick mot FC Groningen och De Graafschap. 2 november samma år spelade han mot Manchester United i Champions League, där han gjorde en assist till första målet av Hristo Stoitjkov, där Barcelona vann med 4–0.
Trots en positiv start tog hans tid hos klubben slut när hans far fick sparken av Josep Lluís Nuñez. 19 maj 1996 spelade han sin sista match för klubben, mot Celta Vigo på hemmaplanen Camp Nou. Cruyff hjälpte Barça vända ett 0–2-underläge till vinst med 3–2.

### Manchester United
I augusti 1996 skrev Cruyff på kontrakt för Manchester United till priset av 1,4 miljoner engelska pund. Han gjorde debuten för laget 17 augusti när de vann med 3–0 mot Wimbledon FC i den första matchen för säsongen 1996/1997. Han gjorde mål i de två följande matcherna vilket gav United 2–2 mot Everton och Blackburn Rovers. Han skadade sig senare, vilket ledde till att han missade större delen av andra halvan av säsongen, men hann komma tillbaka för att hjälpa laget vinna Premier League.
Cruyff fick en vristskada 1998 vilket ledde till att han inte fick spela många matcher och till slut till att han förlorade sin plats i truppen. I januari 1999 lånades han ut till Celta Vigo. Jordi Cruyff kom tillbaka till Manchester United till säsongen 1999/2000 och hjälpte dem återigen att vinna Premier League. Han misslyckades dock med att få en stabil plats i startelvan och spelade sin sista match för klubben 14 maj 2000.

### Andra rundan i Spanien
2000 skrev Jordi Cruyff kontrakt med Deportivo Alavés, efter att kontraktet med United hade löpt ut. Alavés kom till finalen av UEFA-cupen det året men förlorade där mot Liverpool. Trots att Alavés låg under med 2–0 och 3–1 lyckades de komma tillbaka i och med Cruyffs mål i 88:e matchminuten och få till 4–4. Ett självmål på övertid ledde dock till att Liverpool fick lyfta bucklan och Cruyff spelade vidare för Alavés tills de flyttades ned till Segunda División efter säsongen 2002/2003.
Nästa säsong återvände han till Barcelona men då klubben RCD Espanyol. När han lämnade Espanyol var det tal om ett kontrakt för engelska Bolton Wanderers, där han fick provspela ett tag. Dock kände Sam Allardyce sig inte bekväm med holländaren och bestämde sig för att inte skriva kontrakt, trots att Cruyff hade imponerat under vänskapsmatcher. Mellan 2004 och 2006 hade Jordi Cruyff i princip slutat med fotbollen, men spelade för FC Barcelonas B-lag och några veteranmatcher. Säsongen 2006/2007 tillbringade han med ukrainska Metalurg Donetsk innan han slutade för gott.
Numera jobbar Cruyff med klädmärket Cruyff.

## Landslaget
Cruyff har spelat för både Katalonien och Nederländerna, närmare bestämt nio matcher för varje landslag. Han gjorde mål vid sin debut för Katalonien när de besegrade FC Barcelona med 5–2 på Camp Nou 25 juni 1995. Han gjorde även mål när de besegrade Litauen med 5–0 22 december 2000.
Hans framgångar i FC Barcelona ledde till att Guus Hiddink tog med honom till det nederländska landslaget inför EM 1996. Jordi Cruyff gjorde debut 4 april 1996 i en vänskapsmatch mot Tyskland där man besegrades med 2–0. Han gjorde sitt första och enda mål för Nederländerna i en EM-match när man besegrade Schweiz med 2–0 på Villa Park 13 juni 1996.

## Meriter
- EM i fotboll: 1996
- Supercopa de España: 1994 (med FC Barcelona)
- Premier League: 1996/1997, 1999/2000 (med Manchester United)
- Interkontinentala cupen: 1999 (med Manchester United)
- Charity Shield: 1996, 1997 (med Manchester United)
- UEFA-cupen: Tvåa 2001 (med Deportivo Alavés)